# Stewarts Point
|  | Aquest article tracta sobre municipi. Si cerqueu ranxeria, vegeu «Ranxeria Stewarts Point». |

Stewarts Point és una àrea no incorporada de l'estat de Califòrnia als Estats Units d'Amèrica. Es troba a la cruïlla de les carreteres  i de la carretera Stewarts Point Skaggs Spring Road que travessa la serra des de l'oceà fins a la vall del Sonoma. Es troba a la desembocadura del riu Stewarts Creek a l'oceà Pacífic.
El 1856 l'indret va ser fundat per la família Stewart que li va donar el nom, i que va crear el 1868 la botiga general, una de les més velles i encara oberta a l'estat de Califòrnia. El 1888 va obrir la seva oficina de correus.

## Llocs d'interès
- Stewarts Point State Marine Reserva i la Stewarts Points State Marine Conservation Area, dues reserves naturals marítimes estatals.[3]
- La botiga general Stewarts Point Store (1868)

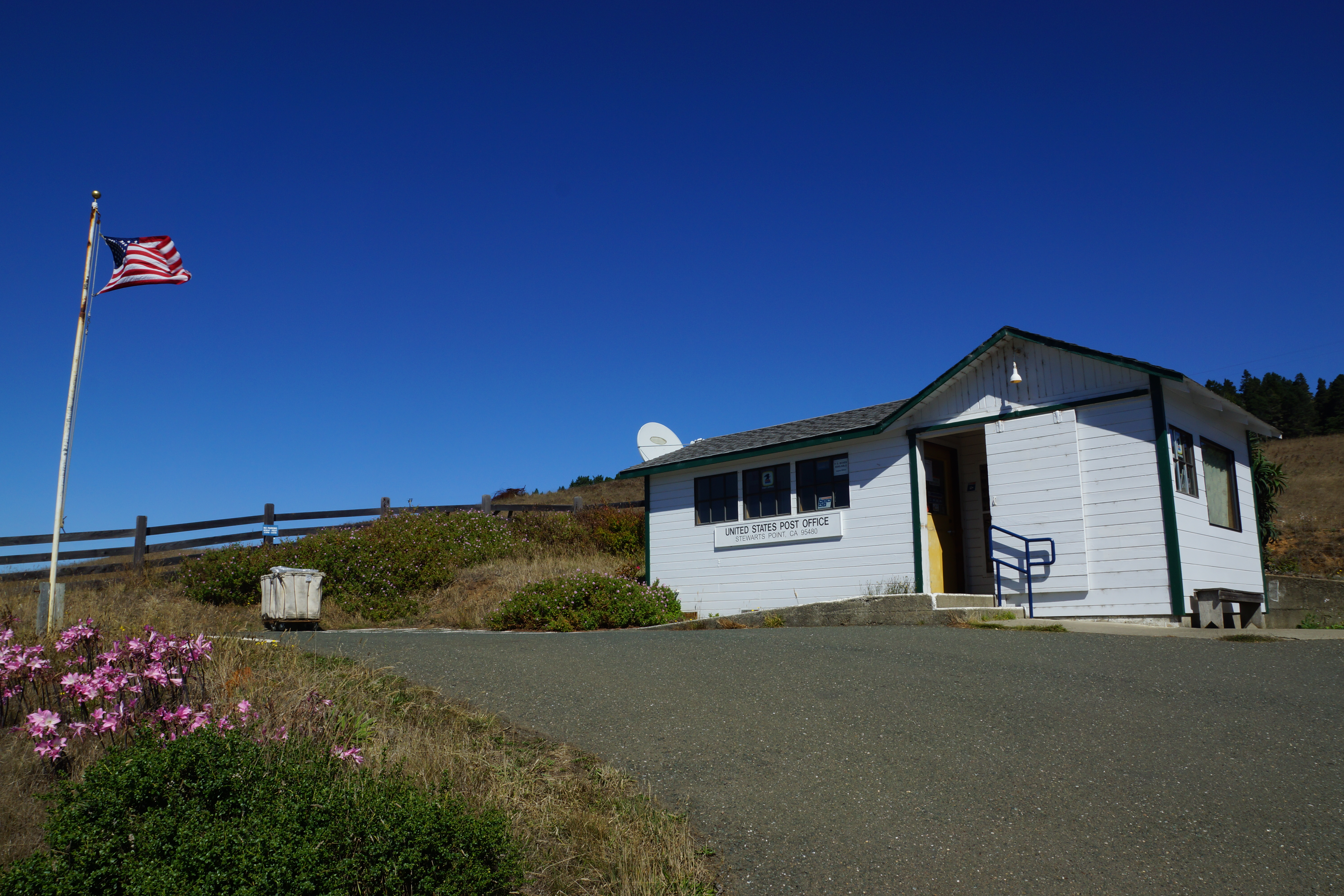
Oficina de correus
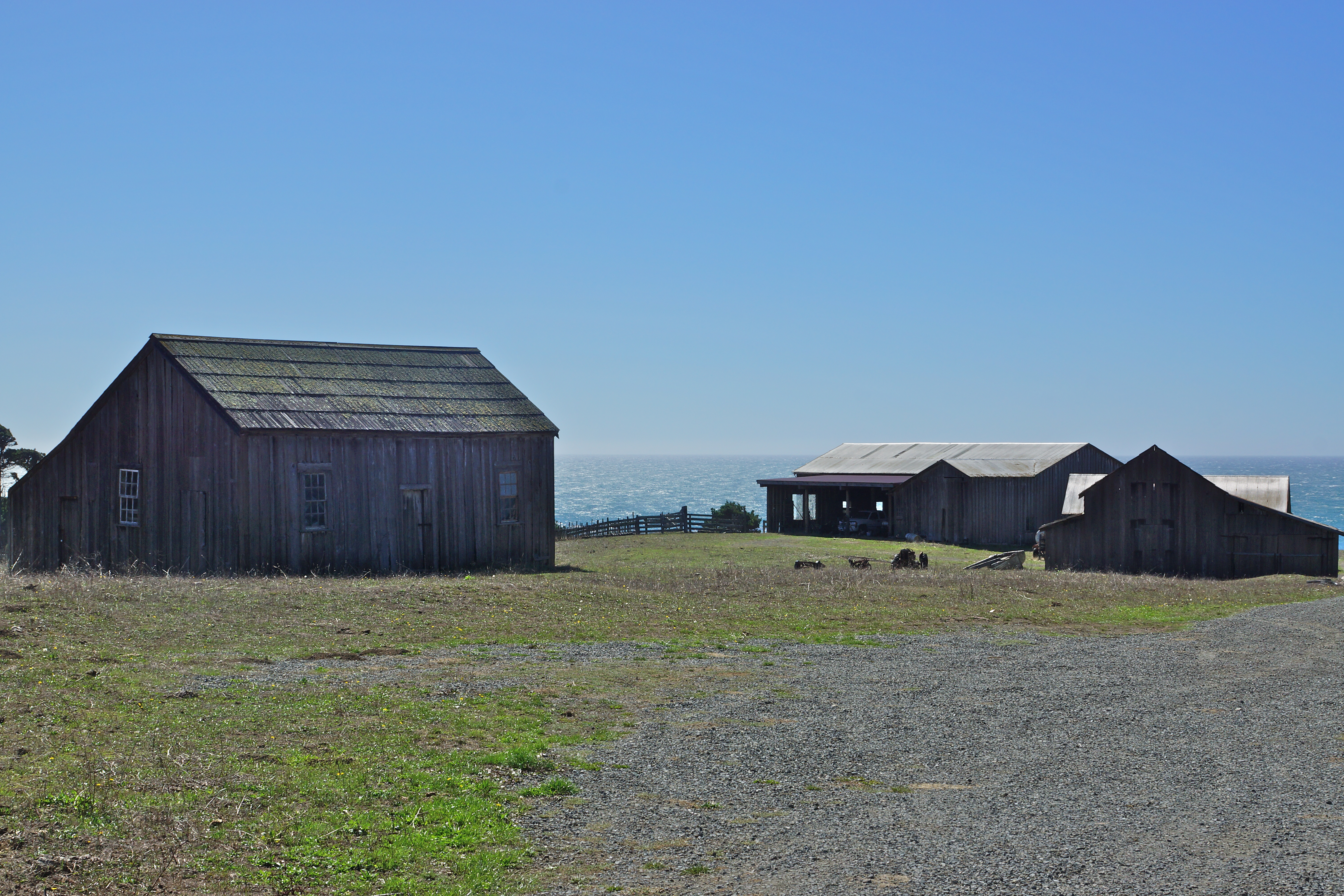
Masia i Oceà Pacífic
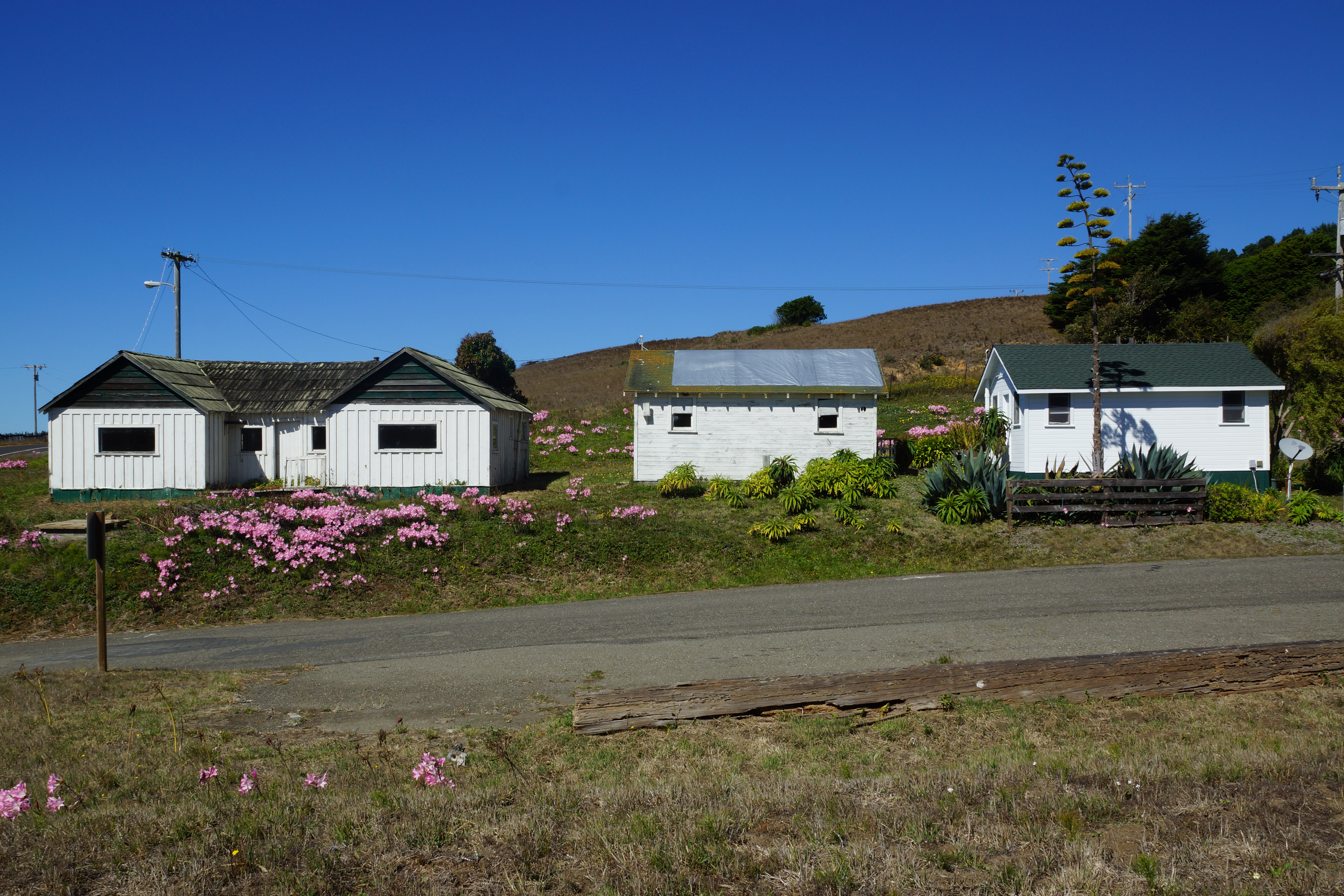
Unes cases de fusta